# Syagrius

Syagrius királyságának területe Neustria területével megegyezik

Syagrius (430 – 486 vagy 487) Gallia utolsó római helytartója.
Aegidius Magister militum per Gallias fia. Kr. u. 476 után az Észak-Galliában még fennálló csekély római uralom helytartója. 480 óta a rómaiak királyának nevezte magát. Míg ő Childerichhel szövetkezett, annak halála után fia, I. Klodvig frank király Ragnachar frank törzsfővel fogott össze és utóbbiak Syagrius hadát 486-ban Soissons melletti csatában teljesen legyőzték. Syagrius II. Alarik nyugati gót királyhoz menekült, de ő kiszolgáltatta Klodvignak, akinek parancsára azután Syagriust megölték. Halálával véget ért Galliában a rómaiak uralma.